# Маджестік (фільм)
«Мажестік» (англ. The Majestic) — американський фільм режисера Френка Дарабонта, головну роль в якому зіграв Джим Керрі.

## Сюжет
Історія про людину, що шукає саму себе. Пітер, голлівудський сценарист, випадково потрапляє в маленьке містечко Лоусон в Каліфорнії: після автомобільної аварії він повністю втрачає пам'ять. Його приймають за зниклого безвісти героя Другої світової. Пітер, який сам повірив у це, береться за відновлення занедбаного міського кінотеатру. Наречена героя, яка чекала його декілька років, також не помічає, що поряд з нею — двійник. Прекрасне життя засноване на прекрасному обмані. Але правда, рано чи пізно, відкриється.

## У ролях
| Актор               | Роль                           |
| ------------------- | ------------------------------ |
| Джим Керрі          | Пітер Епплтон                  |
| Боб Балабан         | Ельвін Клайд                   |
| Брент Бріско        | шериф Сесіл Колман             |
| Лорі Голден         | Адель Стентон                  |
| Джеффрі ДеМанн      | Ерні Коул                      |
| Аманда Детмер       | Сандра Сінклер                 |
| Мартін Ландау       | Гаррі Трімбл                   |
| Гел Голбрук         | конгресмен Дойл                |
| Рон Ріфкін          | Кевін Баннермана               |
| Джеррі Блек         | Еммет Сміт                     |
| Девід Огден Стайерз | Док Стентон                    |
| Джеймс Вітмор       | Стен Келлер                    |
| Сьюзен Вілліс       | Ірен Тервіллігер               |
| Катрін Дент         | Мейбл                          |
| Брайан Гау          | Карл Лефферт / керівник студії |
| Карл Барі           | Боб Лефферт                    |
| Челсі Росс          | Авері Вайтт                    |
| Аллен Гарфілд       | Лео Кубелскі                   |
| Деніел фон Барген   | федеральний агент Еллербі      |
| Шон Дойл            | федеральний агент Сондерс      |
| Маріо Роккуццо      | Джеррі бармен                  |
| Френк Коллісон      | повістка до суду               |
| Білл Греттон        | Дейлі                          |
| Джінджер Вільямс    | Луїза                          |
| Кен Маджі           | береговий інженер              |
| Сцілла Горват       | медсестра Мюріель              |
| Ейпріл Ортіз        | Віра                           |
| Ларрі Кокс          | судовий пристав                |
| Джулі Річардсон     | Bon-Bon Girl                   |
| Скотті Левенуорф    | Джоі                           |
| Грант Вот           | хлопчик на пляжі               |
| Боб Веллс           | священик                       |
| Кевін ДеМун         | Western Union людина           |
| Ерл Боен            | диктор кінохроніки (озвучка)   |
| Брюс Кемпбелл       | Роланд безстрашний дослідник   |

| Актор              | Роль                             |
| ------------------ | -------------------------------- |
| Кліфф Кертіс       | Злий, але прекрасний принц Халід |
| Майкл Слоун        | Добрий старий професор Мередіт   |
| Геррі Маршалл      | (озвучка)                        |
| Пол Мазурскі       | (озвучка)                        |
| Сідні Поллак       | (озвучка)                        |
| Карл Райнер        | (озвучка)                        |
| Роб Райнер         | (озвучка)                        |
| Метт Деймон        | Люк Трімбл (озвучка)             |
| Метт Дж. Вьенс     | Спенсер Вайтт                    |
| Кріс Андерссон     | танцюрист                        |
| Дженніфер Блейр    | Carl's Date                      |
| Грег Браун         | фотограф у суді                  |
| Кріс Карвер        | танцюрист                        |
| Летен Кроу         | Казанова                         |
| Корі Фокс          | фотограф                         |
| Кейт Грік          | дівчина з попкорном              |
| Гордон Гарт        | танцюрист                        |
| Джессі Дженсен     | солдат                           |
| Мері Кірхер        | танцюристка                      |
| Тоні Лаанан        | судовий пристав                  |
| Брайан Ліббі       | охорона в холлі студії           |
| Мелісса С. Маркесс | танцюристка                      |
| Аманда Мелбі       | молода місіс Трімбл              |
| Крістофер Метас    | Казанова                         |
| Мелісса Ноубл      | танцюристка                      |
| Кімберлі Прендес   | Girl at Welcome Home Party       |
| Моді Пурселл       | старенька                        |
| Джордж Ретліфф     | танцюрист                        |
| Крейг Річардс      | охоронець студії                 |
| Девід Розенбаум    | танцюрист                        |
| Гарі Соммерс       | Агент ФБР                        |
| Роберт Торн        | Агент ФБР                        |
| Джек Труман        | член партії                      |
| Стівен Пол Ценюк   | водій                            |